# Вильгельм Кристоф (ландграф Гессен-Гомбурга)
Вильгельм Кристоф Гессен-Гомбургский (нем. Wilhelm Christoph von Hessen-Homburg; 13 ноября 1625, Обер-Росбах — 27 августа 1681, предположительно Бингенхайм, ныне Эхцелль) — второй ландграф Гессен-Гомбурга, именовавшийся ландграфом Бингенхаймским.

## Биография
Вильгельм Кристоф — четвёртый ребёнок ландграфа Фридриха I Гессен-Гомбургского, родился в Обер-Росбахе, куда семья ландграфа бежала от чумы. Отец Вильгельма Кристофа умер в 1638 году, дети выросли под опекой матери Маргариты Елизаветы Лейнинген-Вестербургской.
21 апреля 1650 года в Дармштадте Вильгельм Кристоф женился на Софии Элеоноре Гессен-Дармштадтской, которая получила от отца Георга II в приданое амт и замок Бингенхайм, где Вильгельм Кристоф спасался от военных действий. Ландграфа, предпочитавшего жить в Бингенхаймском замке в Веттерау, а не в Гомбурге, и даже продавшего Гомбург в 1669 году, называли преимущественно ландграфом Бингенхаймским.
Вильгельм Кристоф, почитатель поэзии и науки, состоял в Плодоносном обществе, что не мешало ему ревностно участвовать в охоте на ведьм. В отличие от других гессенских правителей, избегавших вмешиваться в преследования, Вильгельм Кристоф казнил в своей небольшой стране 53 человека, из которых пятеро были детьми.
У Вильгельма Кристофа и Софии Элеоноры родилось двенадцать детей, среди которых было восемь мальчиков, но все они умерли раньше отца. Ландграфиня умерла при родах своего двенадцатого ребёнка, и Вильгельм Кристоф женился 2 апреля 1665 года в Любеке во второй раз на Анне Елизавете Саксен-Лауэнбургской, которую 40-летний вдовец до свадьбы не видел. Принцесса оказалась горбатой, и после того, как развестись не удалось, Вильгельм Кристоф сослал Анну Елизавету в замок Филипсек под Буцбахом, где она умерла 27 мая 1688 года в возрасте 64 лет. Анна Елизавета заботливо относилась к своим подданным, в особенности, к молодёжи и беднякам, и снискала этим уважение в народе.
Вильгельм Кристоф не проявлял особого интереса к государственным делам, что выразилось в частности в продаже города и амта Гомбург за 200 тысяч гульденов своему брату Георгу Кристиану в 1669 году.

## Потомки
В браке с Софией Элеонорой Гессен-Дармштадтской родились:
- Фридрих (1651)
- Кристина Вильгельмина (1653—1722), замужем за Фридрихом Мекленбургским (1638—1688)
- Леопольд Георг (1654—1675)
- Фридрих (1655)
- Фридрих (1656)
- Карл Вильгельм (1658)
- Фридрих (1659)
- Магдалена София (1660—1720), замужем за графом Вильгельмом Морицем Сольмс-Грайфенштейнским (1651—1724)
- Фридрих Вильгельм (1662—1663)